# سرگشتگی
سرگشتگی (انگلیسی: Perplexity) یک معیار اندازه‌گیری در تئوری اطلاعات برای بررسی میزان مناسب بودن یک توزیع احتمالی یا پیش‌بینی مدل احتمالی یک نمونه است. می‌توان از سرگشتگی برای مقایسه مدل‌های احتمالاتی استفاده کرد.

## سرگشتگی برای هر واژه
در پردازش زبان‌های طبیعی، سرگشتگی یک راه ارزیابی کیفیت در فرایند تولید مدل‌های زبانی است. یک مدل زبانی، یک توزیع احتمالاتی بر روی رد عصبی واژه‌ها موجود است.